# La Bastide-sur-l’Hers
La Bastide-sur-l’Hers (okzitanisch La Bastida d’Èrç) ist eine französische Gemeinde mit 676 Einwohnern (Stand 1. Januar 2022) im Département Ariège in der Region Okzitanien. Sie gehört zum Arrondissement Pamiers und zum Kanton Mirepoix. 
Sie grenzt im Nordwesten an Laroque-d’Olmes, im Norden an Léran, im Nordosten an Le Peyrat, im Südosten an Lesparrou und im Südwesten an Dreuilhe. Der Name zeugt vom Fluss Hers, der das Dorf durchfließt.

## Bevölkerungsentwicklung

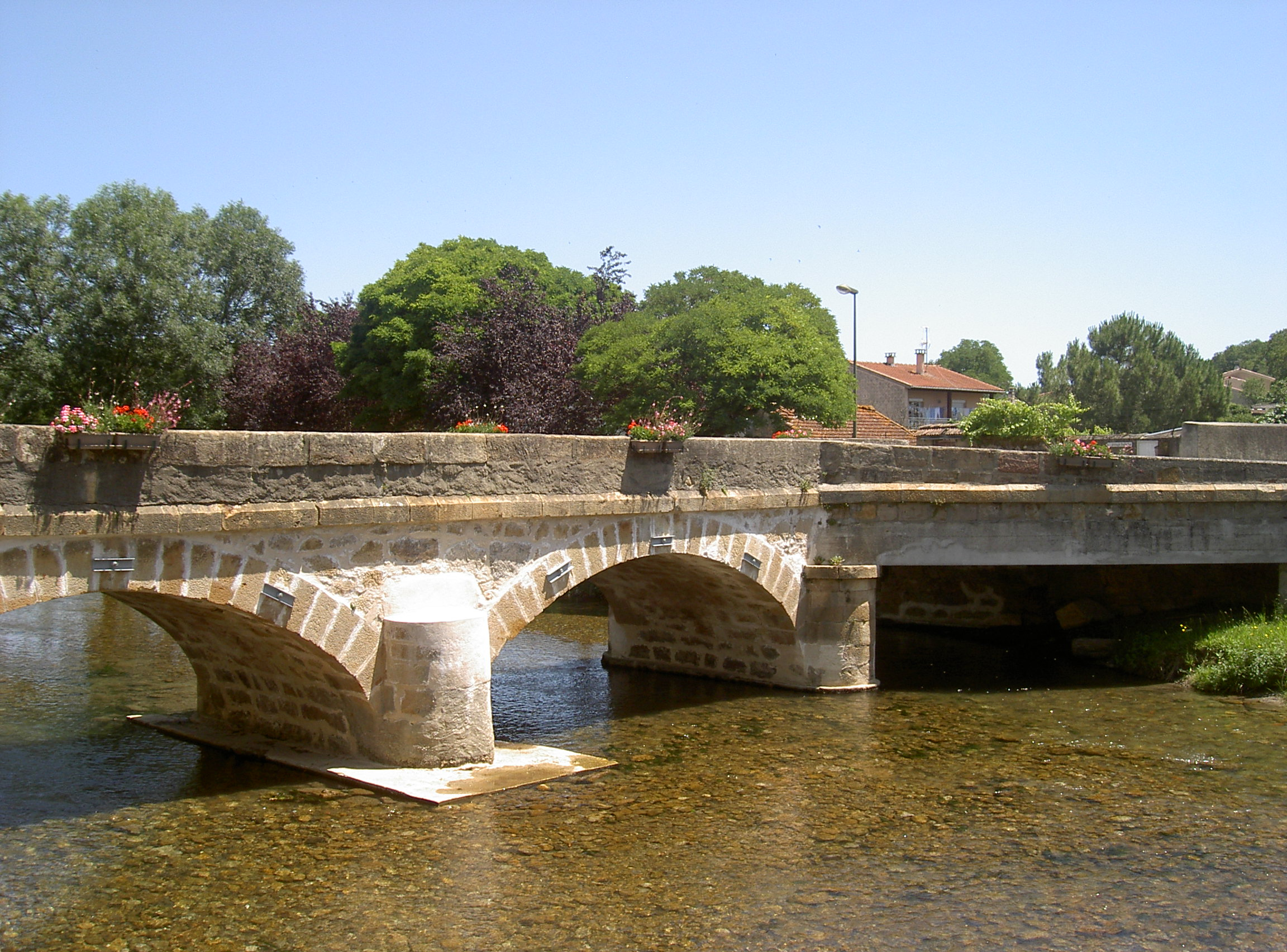
Brücke über den Hers

| Jahr      | 1962 | 1968 | 1975 | 1982 | 1990 | 1999 | 2008 | 2015 |
| --------- | ---- | ---- | ---- | ---- | ---- | ---- | ---- | ---- |
| Einwohner | 870  | 796  | 782  | 763  | 733  | 674  | 718  | 697  |